# ماتس
ماتس (انگلیسی: Mott's؛ ‏‎/ˌmɒts/‎ MAW-ts) یک شرکت آمریکایی است که کارش تولید محصولاتی با پایهٔ سیب است به ویژه پوره سیب، آب سیب و سرکهٔ سیب.
این شرکت را ساموئل آر. مات در سال ۱۸۴۲ میلادی در مدیسون، نیویورک پایه‌گذاری کرد و در سال ۱۹۱۴ با ادعام در شرکت دبلیو. بی. دافی، دافی-مات نام گرفت.
در اوایل سال ۲۰۰۶، تمام برندهای نوشیدنی این شرکت در اختیار شرکت بریتانیایی کدبری-شوئپس قرار گرفتند. در سال ۲۰۰۸ ماتس از شرکت مذکور جدا شد تا به عنوان یک واحد جداگانه از کیورگ دکتر پپر فعالیت کند.